# Laznica (Serbia)
Laznica (cyr. Лазница) – wieś w Serbii, w okręgu braniczewskim, w gminie Žagubica. W 2011 roku liczyła 1881 mieszkańców.